# فهرست بازیکنان تک‌باشگاه
بازیکن تک‌باشگاه (به انگلیسی: one-club man) اصطلاحی در فوتبال است که به بازیکنی گفته می‌شود که در تمام طول دوران ورزشی‌اش، تنها در یک باشگاه فوتبال بازی کرده باشد.

## فهرست بازیکنان تک‌باشگاه

### در ایران
محمود کریمیاصفهان
| نام           | باشگاه          | دوران بازیگری | دوران بازیگری    | مدت (سال) | یادکرد           |
| نام           | باشگاه          | از            | تا               | مدت (سال) | یادکرد           |
| ------------- | --------------- | ------------- | ---------------- | --------- | ---------------- |
| غلام پیروانی  | برق شیراز       | ۱۳۴۸          | ۱۳۷۲             | ۲۴        | [ ۱ ]            |
| ابراهیم صادقی | سایپا           | ۱۳۷۹          | ۱۳۹۶             | ۱۷        | [ نیازمند منبع ] |
| محمود خوردبین | پرسپولیس        | ۱۳۴۳          | ۱۳۵۹             | ۱۶        | [ ۲ ]            |
| اصغر حاجیلو   | استقلال         | ۱۹۷۶          | ۱۹۸۸             | ۱۲        | [ نیازمند منبع ] |
| عزیز اسپندار  | ملوان بندرانزلی | ۱۹۶۹          | ۱۹۸۶             | ۱۷        |                  |
| ۱۹۹۸          | ۲۰۰۹            | ۱۱            | [ نیازمند منبع ] |           |                  |

### خارج از ایران
فرانچسکو توتی
پائولو مالدینی